# Batalla de Bukoba
La batalla de Bukoba va ser la primera victòria de les forces de l'Entesa a l'Àfrica oriental Alemanya, després de les desastroses batalles de Tanga i Jassin.
L'objectiu britànic era la destrucció de l'estació de ràdio de Bukoba (en l'actual Tanzània). Com que Bukoba estava a la vora del llac Victòria, es va decidir que l'atac hauria de ser amfibi.

## Batalla
L'atac es va iniciar des de Kisumu, Àfrica Oriental Britànica, el 21 de juny de 1915. Les unitats triades per a l'atac van ser el Loyal North Lancashire i el 25th (Frontiersmen) Battalion, Royal Fusiliers (25è Batalló Fusellers Reials, més conegut pel sobrenom de «25è Homes de la frontera»). Aquesta unitat inusual havia estat creada pel coronel Daniel Patrick Driscoll com una força irregular d'atac, forjada per les seves experiències durant la Segona Guerra Bòer i formada en gran part per la Legion of Frontiersmen (Legió dels Homes de la frontera), un grup paramilitar en temps de pau. Discroll també va reclutar un gran nombre de caçadors de big five game; el més notable va ser Frederick Selous, que tenia 64 anys quan es va unir i que va morir en combat a l'edat de 65 anys.
Els atacants van desembarcar accidentalment en un gran pantà i van ser immobilitzats per un ferotge foc de fusells i metralladores des de les posicions alemanyes. Finalment van aconseguir escapar del pantà, però a continuació els franctiradors van aturar la força britànica fins que el capità Meinertzhagen va avançar cap a ells i van obrir foc, matant a un d'ells i fent fugir a la resta.
L'atac va continuar durant dos dies a la ciutat; no obstant això, els bel·ligerants només van patir lleus pèrdues. El homes de la frontera van prendre la ciutat el 23 de juny. Un membre australià de la unitat, el tinent Wilbur Dartnell, va pujar al sostre de l'ajuntament i va retirar la bandera Imperial alemanya de l'asta de la bandera com un gest simbòlic de la victòria.

## Conseqüències
Es van destruir la fortificació de Bukoba i l'estació de ràdio. Els britànics van capturar rifles i 32.000 bales de munició.
Com que els homes de la frontera eren una unitat irregular, el general Stewart els va concedir permís per a saquejar la ciutat. El 25è Homes de la frontera va robar i cremar gran part de la ciutat amb tanta ferocitat que l'incident va ser conegut com el «Saqueig de Bukoba». Posteriorment, l'alt comandament va negar l'existència d'aquest saqueig.
L'objectiu de l'atac, la destrucció de l'estació de ràdio, va ser contraproduent per als britànics, ja que els va privar de la possibilitat d'interceptar les transmissions alemanyes. Bukoba va ser abandonada.

## Wilbur Dartnell
Després de la batalla, el 25è Homes de la frontera va rebre l'ordre de custodiar el Uganda Railway (Ferrocarril d'Uganda) entre Nairobi i Mombasa, que es trobava sota un fort atac de les forces alemanyes. El tinent Wilbur Dartnell va ser guardonat a títol pòstum amb la Victoria Cross (Creu de la Victòria) per una acció que va tenir lloc prop de Maktau el 3 de setembre de 1915.
- Citació per la Creu de la Victòria de Dartnell: